# Jacob Perreault
Jacob Perreault, född 15 april 2002, är en kanadensisk-amerikansk professionell ishockeyforward som är kontrakterad till Edmonton Oilers i National Hockey League (NHL) och spelar för Bakersfield Condors i American Hockey League (AHL).
Han har tidigare spelat för Anaheim Ducks i NHL; San Diego Gulls och Rocket de Laval i AHL; Lions de Trois-Rivières i ECHL samt Sarnia Sting i Ontario Hockey League (OHL).
Perreault draftades av Anaheim Ducks i första rundan i 2020 års draft som 27:e spelare totalt.
Han är son till Yanic Perreault och bror till Gabe Perreault.

## Statistik
| 2016–2017  | Chicago Mission U14     | HPHL       | 20  | 15 | 7  | 22  | 28  | — | — | — | — | — |
| 2017–2018  | Chicago Mission U16     | HPHL       | 20  | 14 | 11 | 25  | 16  | — | — | — | — | — |
| 2018–2019  | Sarnia Sting            | OHL        | 63  | 30 | 25 | 55  | 54  | 4 | 1 | 1 | 2 | 2 |
| 2019–2020  | Sarnia Sting            | OHL        | 57  | 39 | 31 | 70  | 40  | — | — | — | — | — |
| 2020–2021  | San Diego Gulls         | AHL        | 27  | 3  | 14 | 17  | 29  | — | — | — | — | — |
| 2021–2022  | Anaheim Ducks           | NHL        | 1   | 0  | 0  | 0   | 0   | — | — | — | — | — |
|            | San Diego Gulls         | AHL        | 55  | 14 | 23 | 37  | 62  | 2 | 0 | 1 | 1 | 0 |
| 2022–2023  | San Diego Gulls         | AHL        | 48  | 8  | 11 | 19  | 44  | — | — | — | — | — |
| 2023–2024  | San Diego Gulls         | AHL        | 31  | 7  | 11 | 18  | 44  | — | — | — | — | — |
|            | Rocket de Laval         | AHL        | 13  | 1  | 1  | 2   | 19  | — | — | — | — | — |
| 2024–2025  | Rocket de Laval         | AHL        | 6   | 0  | 0  | 0   | 4   | — | — | — | — | — |
|            | Lions de Trois-Rivières | ECHL       | 5   | 1  | 4  | 5   | 4   | — | — | — | — | — |
|            | Bakersfield Condors     | AHL        | 36  | 2  | 11 | 13  | 37  | — | — | — | — | — |
| NHL totalt | NHL totalt              | NHL totalt | 1   | 0  | 0  | 0   | 0   | — | — | — | — | — |
| AHL totalt | AHL totalt              | AHL totalt | 216 | 35 | 71 | 106 | 239 | 2 | 0 | 1 | 1 | 0 |
| OHL totalt | OHL totalt              | OHL totalt | 120 | 69 | 56 | 125 | 94  | 4 | 1 | 1 | 2 | 2 |